# Attentat d'Izmir
L'attentat d'Izmir est un attentat terroriste au véhicule piégé suivi d'une fusillade qui se sont déroulés le 5 janvier 2017 devant le palais de justice d'Izmir, en Turquie. Il fait 2 morts et 6 blessés.

## Déroulement
Le 5 janvier 2017, peu après 16 h, une voiture s'arrête devant le parking adjacent au tribunal d'Izmir, dans l'ouest de la Turquie, près de l'entrée utilisée par les magistrats. Trois hommes en descendent et s'en éloignent avant de déclencher à distance l'explosion du véhicule. Celle-ci tue un huissier et blesse plusieurs personnes. 
Les trois assaillants, lourdement armés (kalachnikovs, lance-roquettes et grenades) tente ensuite d'entrer dans le bâtiment. Une fusillade s'engage avec la police présente sur les lieux. L'agent de la circulation Fethi Sekin (44 ans) succombe sous les balles, après avoir abattu un des assaillants. Un autre membre du commando est également tué et le troisième s'échappe.

## Bilan
Un policier et un huissier sont tués. Deux terroristes sont également morts.

## Enquêtes
Dix-huit personnes sont interpellées à la suite de l'attaque. Le PKK est tout de suite soupçonné du fait de la cible de l'attaque : une institution de l'État turc. L'État islamique s'en prend plutôt aux civils. Une autre hypothèse avancée par les enquêteurs est celle du Parti-Front révolutionnaire de libération du peuple (DHKP-C), un mouvement marxiste-léniniste révolutionnaire.

## Revendication
Le 11 janvier, les Faucons de la liberté du Kurdistan (TAK) revendiquent l'attentat.

## Hommage
Les cercueils des deux victimes, recouverts du drapeau national, sont exposés le lendemain dans le palais de justice. Des milliers de personnes (magistrats, policiers, élus, etc) leur rendent hommage en chantant l'hymne national et en scandant « les martyrs sont immortels ». 
Le Premier ministre Binali Yildirim honore particulièrement le policier Fethi Sekin : « En sacrifiant sa vie sans aucune hésitation (...) [il] a empêché un désastre encore plus grand », déclare-t-il. La presse se fait l'écho de cet hommage.